# Полыгалка

Полыгалка — река в России, протекает в Грязовецком районе Вологодской области. Исток реки находится к северо-востоку от села Куземкино. Течёт по лесной болотистой, ненаселённой местности в основном на юг. Устье реки находится в 85 км по правому берегу реки Ухтома, Полыгалка и впадающая слева Рыбинка, соединяясь образуют Ухтому. Длина реки составляет 15 км.

## Данные водного реестра
По данным государственного водного реестра России относится к Верхневолжскому бассейновому округу, водохозяйственный участок реки — Рыбинское водохранилище до Рыбинского гидроузла и впадающие в него реки, без рек Молога, Суда и Шексна от истока до Шекснинского гидроузла, речной подбассейн реки — Реки бассейна Рыбинского водохранилища. Речной бассейн реки — (Верхняя) Волга до Куйбышевского водохранилища (без бассейна Оки).
По данным геоинформационной системы водохозяйственного районирования территории РФ, подготовленной Федеральным агентством водных ресурсов:
- Код водного объекта в государственном водном реестре — 08010200412110000009915
- Код по гидрологической изученности (ГИ) — 110000991
- Код бассейна — 08.01.02.004
- Номер тома по ГИ — 10
- Выпуск по ГИ — 0